# Bruxelles Formation
Bruxelles Formation est, en Belgique, l’organisme chargé du service public de la formation professionnelle pour les francophones de la Région de Bruxelles-Capitale.

## Le service public de l’emploi dans la Région de Bruxelles-Capitale
Dans la Région de Bruxelles-Capitale, le service public de l’emploi et de la formation professionnelle est assuré différemment pour la partie emploi et pour la partie formation. L’emploi est sous la responsabilité d’Actiris.  
En Belgique, la formation professionnelle est confiée à Bruxelles Formation pour les francophones de la Région de Bruxelles Capitale, au Forem pour les francophones et les germanophones de Wallonie, ainsi qu'au VDAB pour les néerlandophones. 

## La coordination avec les autres services publics de l’emploi belges
Un Accord de coopération interrégionale signé en 2005 a incité le Forem, le VDAB, Actiris, l’ADG et Bruxelles Formation à coopérer pour la diffuser des offres d’emploi, sensibiliser les demandeurs d’emploi à la mobilité interrégionale, promouvoir les cours de langues et assurer une plus grande transparence du marché de l’emploi.
Le 3 juillet 2007, Bruxelles Formation a participé avec le Forem, le VDAB, Actiris, et l’ADG à la constitution d’une Fédération des services publics de l’emploi et de la formation, baptisée Synerjob. Les partenaires de Synerjob, sont le VDAB, le Forem, Adg, Bruxelles Formation et Actiris.